# Ereteken van de Burgerbescherming
Het Ereteken van de Burgerbescherming (Deens: "Beredskabsforbundets Hæderstegn") is een Deense onderscheiding die op 9 november 1956 door Koning Frederik IX van Denemarken werd ingesteld. De dragers mogen de letters C.F.F.H achter hun naam dragen.
De onderscheiding wordt meestal verleend voor 15 jaar in de leidinggevende functie in de Deense Bevolkingsbescherming.
Er worden drie groepen decoraties onderscheiden.
- Vrijwilligers en vaste medewerkers van de burgerbescherming. Zij moeten een langere periode, meestal betekent dat 15 jaar, hebben opmerkelijk werk hebben gedaan.

Deze groep ontvangt ieder jaar vijf of zes onderscheidingen.
- Personen die in een functie opvallend hebben bijgedragen aan de bescherming van de Deense bevolking. Het gaat vaak om commandanten van de brandweer die betrokken worden bij het opleiden van vrijwilligers.

Deze groep ontvangt ieder jaar vier of vijf onderscheidingen waarbij twee voordrachten worden gedaan door de "Danish Emergency Management Agency" (DEMA).
- Andere personen die zich voor de burgerbescherming opvallend hebben ingezet. Deze onderscheidingen, het gaat om een tot drie stuks per jaar, worden meestal aan politici en bestuurders uitgereikt.

Het is gebruikelijk om per jaar niet meer dan tien Eretekens van de Burgerbescherming uit te reiken.
Het versiersel is samengesteld uit een rood wapenschild dat met een wit geëmailleerd kruis is versierd en een vlammende granaat die door lauwertakken bijeen worden omringd.
De onderscheiding wordt op de linkerborst gedragen aan een tot een vijfhoek gevouwen rood zijden lint met twee smalle en twee brede witte strepen. Op de linkerborst kan een baton worden gedragen. Men ziet de onderscheiding op de borst van Prins-Gemaal Hendrik van Denemarken.
Medailles van Verdienste ·
Medaille voor Langdurige Dienst ·
Medaille "Ingenio et Arti" ·
Medaille voor Nobele Daden ·
Ereteken van het Deense Rode Kruis ·
Medaille van Verdienste voor de Groenlandse Onafhankelijkheid ·
Herinneringsmedaille aan de 70e Verjaardag van Hare Majesteit Koningin Margrethe
Herinneringsmedaille aan de 75e Verjaardag van Prins Henrik

Zie ook: Historische Orden van Denemarken · Onderscheidingen in Denemarken